# Lijst van schilderijen in het Rijksmuseum Amsterdam/Monogrammisten
Lijst van schilderijen in het Rijksmuseum Amsterdam met werken van schilders van wie alleen een monogram bekend is. Vermeldingen in het grijs geven aan dat het werk geen deel meer uitmaakt van de collectie van het Rijksmuseum, bijvoorbeeld omdat het in bruikleen gegeven is aan een andere instelling of omdat het teruggegeven is aan de bruikleengever.
| Inventarisnummer | Toeschrijving                             | Titel | Datering      | Afbeelding |
| ---------------- | ----------------------------------------- | --- | ------------- | ---------- |
| SK-A-4915        | Monogrammist BES                          | Portret van Ursula Veraguth                                                                                       | Mei 1941      |            |
| SK-A-1603        | Monogrammist van Brunswijk                | Ecce homo | Ca. 1525-1535 |            |
| SK-A-1561        | Atelier van de Monogrammist van Brunswijk | Gezelschap in een bordeel                                                                                         | Ca. 1540      |            |
| SK-A-1721        | Monogrammist BVDA                         | Stilleven met vissen                                                                                              | 1625-1675     |            |
| SK-A-2306        | Monogrammist FK                           | Gezicht op de stad Heusden                                                                                        | 1625-1675     |            |
| SK-A-5055        | Monogrammist GF                           | Groepsportret van vier kunstenaars                                                                                | Ca. 1680      |            |
| SK-A-4460        | Monogrammist GM                           | Achterglasschildering met gekalligrafeerde spreuk                                                                 | 1678          |            |
| SK-A-1844        | Monogrammist HK                           | Portret van Pieter Janson                                                                                         | 1842          |            |
| SK-C-160         | Monogrammist IL                           | Landschap met vee                                                                                                 | 1700-1800     |            |
| SK-A-1706        | Monogrammist IVA                          | Portret van Herman van der Hem van Nederstein                                                                     | 1645          |            |
| SK-A-4887        | Monogrammist IVS                          | Landschap met jager                                                                                               | 1646          |            |
| SK-A-1456        | Monogrammist JVR                          | Stilleven met varkenskop, varkenspootjes en worst                                                                 | 1600-1650     |            |
| SK-A-4867        | Monogrammist MHVH                         | Blijde inkomst van François, hertog van Anjou, in Antwerpen, met de erepoort op de St. Jansbrug, 19 februari 1582 | 1582-1600     |            |
| SK-A-4809        | Monogrammist PP                           | Portret van een officier                                                                                          | 1680-1700     |            |